# Синайський-Михайлов Сергій Іванович
Сергій Іванович Синайський-Михайлов (вересень 1896, село Бакуліно Ново-Покровської волості Гжатського повіту Смоленської губернії, тепер Можайського району Московської області, Російська Федерація — ?) — радянський діяч, голова Дніпропетровської обласної контрольної комісії КП(б)У. Член Центральної контрольної комісії КП(б)У в червні 1930 — січні 1934 року. Член Центральної контрольної комісії ВКП(б) у липні 1930 — січні 1934 року. Депутат Верховної Ради СРСР 1-го скликання.

## Біографія
Народився в бідній селянській родині. Після здобуття початкової освіти працював ливарником, креслярем, розмітником. З 1912 року — член Спілки робітників-металістів.
Член РСДРП(б) з 1912 року.
У 1916 році заарештований за революційну діяльність, місяць перебував у в'язниці, згодом висланий в адміністративному порядку під поліцейський нагляд «на час війни».
З березня 1917 року — член осередку РСДРП(б) заводу «Динамо» в місті Петрограді. У 1917 році — член заводських комітетів заводів «Розенкранц» та «Прометей» у Петрограді, депутат Петроградської ради робітничих депутатів.
У 1917—1918 роках — член районного комітету РСДРП(б) (РКП(б)) Виборзької сторони Петрограда, секретар підрайонного комітету РКП(б), член заводського партійного осередку, відповідальний представник у районному комітеті РКП(б) Петрограда.
У серпні 1918 — грудні 1920 року — на військово-політичній роботі у Червоній армії; організатор озброєних загонів, голова «колонного» комітету, військовий комісар 27-ї стрілецької дивізії. Учасник бойових дій проти Чехословацького корпусу, військ Колчака, польських військ на території Петроградської губернії, України, на Східному і Західному фронтах.
У грудні 1920 року направлений Політуправлінням Радянської республіки на навчання до Комуністичного університету імені Свердлова. З 1921 по 1923 рік — студент Комуністичного університету імені Свердлова в Москві.
З червня 1923 року — на відповідальній партійній роботі в Бодайбинській організації РКП(б) Іркутської губернії: завідувач організаційного відділу, секретар Бодайбинського районного партійного комітету.
З 1927 року перебував на партійній роботі в Луганську, де з квітня по листопад 1929 року працював завідувачем організаційного відділу Луганського окружного комітету КП(б)У.
У 1929—1930 роках — голова Луганської окружної контрольної комісії КП(б)У — завідувач Луганського окружного відділу робітничо-селянської інспекції (РСІ).
У лютому 1932 — 12 березня 1933 року — голова Дніпропетровської обласної контрольної комісії КП(б)У — завідувач Дніпропетровського обласного управління робітничо-селянської інспекції (РСІ).
У 1933—1934 роках — голова Подольської міської контрольної комісії ВКП(б) Московської області — завідувач міського відділу робітничо-селянської інспекції.
У квітні 1934 — після 1938 рік — секретар партійної колегії Комісії партійного контролю ЦК ВКП(б) по Азербайджанській РСР.
Подальша доля невідома.